# Aydon
Aydon – wieś w Anglii, w hrabstwie Northumberland. Leży 24 km na zachód od miasta Newcastle upon Tyne i 406 km na północ od Londynu.

## Zabytki
- Zamek Aydon